# Churchillfloden (Hudson Bay)

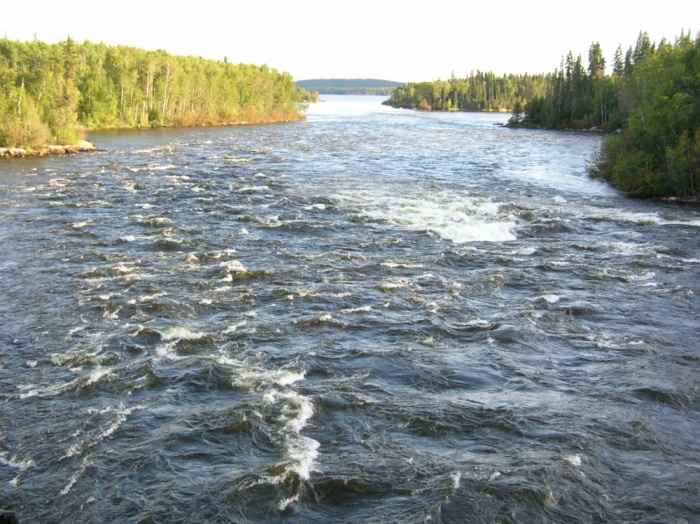
Otter Rapids i Saskatchewan.

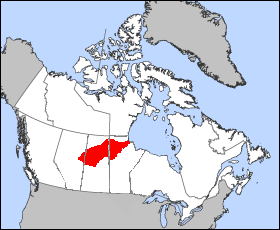
Churchillflodens avrinningsområde.

Churchillfloden (cree: Missinipi; engelska: Churchill River; franska: Rivière Churchill) är en cirka 1800 km lång flod i Kanada som mynnar i Hudson Bay vid Churchill, Manitoba. Avrinningsområdets area är cirka 281 300 km². Dess källsjö är Methyesjön. 160 km från mynningen finns stora vattenfall som stoppar flodtrafiken. Nedströms La Crossesjön kallas floden även Missinipi.
Historiskt sett var denna flod av betydelse för Hudson Bay-kompaniet.